# Il re e la quercia
Il re e la quercia è una poesia postuma scritta da Robert Howard e appartenente al ciclo di Kull di Valusia.

## Storia editoriale
La poesia è stata pubblicata postuma sul numero di febbraio di Weird Tales nel 1939 mentre in Italia appare per la prima volta nel nono volume della collana Fantacollana edito da Editrice Nord nel settembre 1975.
Esiste una bozza della poesia, pubblicata in Italia all'interno del volume Kull. Esule di Atlantide edito da Mondadori, che si differenzia principalmente dal testo finale per la presenza di una strofa iniziale, in cui viene specificato il luogo di partenza del re, poi eliminata e per l'assenza di una strofa, penultima della versione definitiva, in cui Kull si rende conto della statura di coloro che sta affrontando e viene invaso dal terrore.

## Trama
Kull cavalca lungo un sentiero dei boschi. Una volta calata la notte il re di Valusia inizia a vedere la natura intorno a lui come un nemico, gli alberi si fanno creature che lo osservano con occhi carichi di rancore. All'improvviso una enorme quercia si muove bloccandogli la strada e aggredendolo.
Durante lo scontro Kull percepisce un canto intorno a sé, carico di odio e di dolore con cui veniva avvertito che essi regnarono prima dell'avvento dell'uomo e sarebbe ritornati a farlo in futuro. Kull è preda del terrore, ma continua a lottare. All'alba, come risvegliatosi da un incubo, si scopre a prendere a pugni un albero con le mani insanguinate. Ripresosi rimonta a cavallo e riprende in silenzio la via verso il mare.

## Critica
Frank Coffman, autore del libro Robert E. Howard: Selected Poems, afferma che questa poesia è definibile come una versione espansa della "ballata letteraria" poiché aggiunge due versi creando delle strofe da sei versi le cui rime seguono lo schema abcbdb con alternanze di tetrametro e trimetro giambici. Come in molte su poesia Howard fa un ricco uso di allitterazioni come si può notare nella prima strofa:
Before the SHADOWS SLEW the SUN
the kites were soaring free,
And Kull RODE down the forest ROAD,
his red sword at his knee;
And WINDS WERE WHISPERING round the WORLD:
“KING KULL rides to the sea.”
Coffman afferma che in questa poesia è ben visibile "la capacità di Howard di animare le sue narrazioni, sia nella sua poesia che nella sua prosa molto più nota". Con "Il re e la quercia" afferma Coffman "abbiamo una poesia che mostra la bravura tecnica e le capacità di Howard come artigiano, un artigiano di versi tradizionali in rima e metrica. Presenta un racconto con alcuni, sostengo, difetti "logistici" in termini di ambientazione. Sebbene il contenuto, inteso come un racconto di un incontro misterioso e, come scrive Howard, "spettrale", funzioni sicuramente a quel livello" aggiungendo come l'incontro/scontro tra Kull e la quercia animata si sia svolto in una cornice onirica in cui il protagonista è venuto a conoscenza di una storia del passato; "Abbiamo quindi un incontro "irreale", persino per il mondo fantasy della storia".

## Fumetti
Il racconto breve ha avuto un solo adattamento a fumetti realizzato dalla Marvel Comics nel 1971 all'interno del mensile Conan the Barbarian.
| Data        | Edizione inglese       | TItolo               | Titolo italiano    | Sceneggiatura                                  | Disegni                                      | Colori        | Copertina                                     | Prima edizione italiana              | Data italiana |
| ----------- | ---------------------- | -------------------- | ------------------ | ---------------------------------------------- | -------------------------------------------- | ------------- | --------------------------------------------- | ------------------------------------ | ------------- |
| Luglio 1971 | Conan the Barbarian 10 | The King and the Oak | Il Re e la quercia | Roy Thomas, Robert E. Howard (testo originale) | Marie Severin (matite), John Severin (chine) | Marie Severin | Barry Windsor-Smith (colori di Marie Severin) | Il mitico Thor 85 (Editoriale Corno) | Luglio 1974   |

## Edizioni
- The King and the Oak, in Weird Tales n.2 Vol. 33, Popular Fiction Publishing Company, febbraio 1939.
- Il re e la quercia, traduzione di G. L. Staffilano, in Fantacollana 9, Editrice Nord, settembre 1975.